# میکولا کاماروف
میکولا کاماروف (اوکراینی: Микола Анатолійович Комаров؛ زادهٔ ۲۳ اوت ۱۹۶۱) قایقران روئینگ اهل اوکراین است.